# 橋口大吾
橋口 大吾（はしぐち だいご）は、山村美紗の推理小説に登場する架空の刑事。

## 人物
京都府警察本部刑事部捜査一課に所属し、階級は警部補であるが、昇進する前の巡査部長（別名・部長刑事）時代の作品もある。上司は狩矢荘助警部であり、その右腕として活躍している。
橋口には舞子という妹がいたが、『愛の立待岬―京都・函館殺人事件』において、舞子が函館で結婚式を挙げた翌日に失踪し、立待岬において他殺体で発見される。また、「狩矢警部シリーズ｣では第6作で定年退職しており、後任として甥の橋口健太が第5作から登場し、橋口という名の狩矢警部の部下という設定は続いている。他にも山村美紗原作のドラマには橋口が多数登場するが、そのほとんどは下の名前が別の名前で登場している。

## 演じた俳優
- 荒木しげる
  - 赤い霊柩車シリーズ
    - 第15作「偽りの葬儀」（2002年4月5日）
- 池田政典
  - 狩矢父娘シリーズ
    - 第7作「京都花の艶殺人事件」（2006年4月8日）
    - 第8作「京都・花見小路殺人事件」（2007年4月7日）
- 石田太郎
  - 狩矢警部シリーズ
    - 第1作「京都華道家元殺人事件」（2005年10月24日）
    - 第2作「京都弓道殺人事件」（2006年5月1日）
    - 第3作「京都茶道三姉妹殺人事件」（2007年7月9日）
    - 第4作「京都阿修羅王殺人事件」（2008年4月14日）
    - 第5作「京舞妓殺人事件」（2009年1月26日）
- 井上高志
  - 京都百人一首殺人事件（1995年1月13日）
  - 京都祇園芸妓シリーズ
    - 第1作「京都紫式部殺人事件」（1996年3月15日）
    - 第2作「京都恋人形殺人事件」（1997年3月7日）
    - 第3作「京都祇園八坂をどり殺人事件」（1997年10月24日）
    - 第4作「京都妖しの女能面殺人事件」（1998年4月10日）
    - 第6作「京絵皿殺人事件」（2000年6月23日）
    - 第7作「月下美人殺人事件」（2000年12月22日）
    - 第8作「小野小町殺人事件」（2001年11月9日）

  - 京都一条戻り橋殺人事件（1996年7月12日）
  - 京都女優シリーズ
    - 第1作「京都夜の祇園姉妹殺人事件」（1999年1月22日）
    - 第2作「京都・呪いの十二単衣殺人事件」（2000年2月4日）
    - 第3作「京都怪奇伝説殺人事件」（2001年6月15日）
    - 第5作「流れ橋殺人事件」（2003年3月28日）
    - 第6作「大奥殺人事件」（2003年8月15日）
    - 第7作「新選組殺人事件」（2004年7月16日）

  - 新・京都祇園芸妓シリーズ
    - 第2作「京都百人一首殺人事件」（2004年11月5日）
- 伊庭剛
  - 京都離婚旅行殺人事件（1987年5月9日）
  - 京都神戸殺人事件（1988年7月9日）
  - 舞妓さんは名探偵
    - 第1作「京都花見小路殺人事件」（1988年10月18日）
    - 第2作「京舞妓殺人事件」（1989年8月1日）
    - 第3作「京都東山殺人事件」（1990年4月24日）

  - 町村佐知子シリーズ
    - 第1作「京都西陣殺人事件」（1988年11月26日）
    - 第2作「京都茶道家元殺人事件」（1989年10月14日）
    - 第3作「京都十條家の惨劇」（1990年8月4日）
    - 第4作「京都恋供養殺人事件」（1991年4月13日）

  - 京都グルメ旅行殺人事件（1989年9月15日）
  - 京都島原殺人事件（1990年12月1日）
  - 京都・天の橋立殺人事件（1992年1月25日）
  - 赤い霊柩車シリーズ
    - 第1作「京都豪邸密室殺人の謎」（1992年3月6日）
- 伊吹剛
  - 京都不倫旅行殺人事件（1986年11月1日）
- 上杉祥三
  - 燃えた花嫁（1999年1月23日）
- 小野進也
  - 京都化野殺人事件（1987年3月7日）
- 神田瀧夢
  - 女相続人連続殺人事件（1992年5月11日）
- 小磯勝弥
  - 作家探偵・山村美紗
    - 第2作「京都紅葉寺殺人事件 〜秋の七草の秘密〜」（2012年12月19日）
- 小宮健吾
  - 燃えた花嫁（1983年9月10日）
- 斉藤隆治
  - 赤い霊柩車シリーズ
    - 第2作「黒衣の結婚式」（1993年6月4日）
    - 第3作「消えた配偶者」（1994年7月15日）
    - 第4作「二つの墓標」（1995年3月17日）
- 坂本あきら
  - 名探偵キャサリン
    - 第1作「ヘアデザイナー殺人事件」（1996年4月22日）
    - 第2作「小京都・郡上八幡殺人事件」（1996年10月14日）
    - 第3作「花の棺」（1997年4月7日）
    - 第4作「清少納言殺人事件」（1998年1月5日）
    - 第5作「胡蝶蘭殺人事件」（1998年6月1日）
    - 第6作「ブラックオパール殺人事件」（1998年11月30日）
    - 第7作「エジプト女王の棺」（1999年3月22日）
    - 第8作「南十字星殺人事件」（1999年10月4日）
    - 第9作「シドニー・メルボルン殺人事件」（2000年9月18日）
    - 第10作「呪われたルビーの謎」（2001年6月4日）
    - 第11作「殺人のイリュージョン」（2002年6月3日）
    - 第12作「坂本龍馬殺人事件」（2002年11月18日）
    - 第13作「京都・宇治川殺人事件」（2003年11月10日）
    - 第14作「旅芸人一座殺人事件」（2004年8月2日）
    - 第15作「名探偵・キャサリンVS十津川警部」（2006年8月7日）
- 宍戸錠
  - 京都鞍馬殺人事件（1986年2月8日）
- 大門正明
  - 推理小説作家・沢木麻沙子
    - 第1作「京都・博多殺人事件」（1992年9月26日）
- 高杉航大
  - 京都お見合いツアー殺人事件
    - 第1作「死の切り文字が祇園に舞う!」（1997年11月1日）
    - 第2作「東山－洛北－嵯峨野、恐怖のバスジャック!!」（1998年6月6日）
- 高田宏太郎
  - 作家探偵・山村美紗
    - 第3作「京都・舞妓殺人 死者からの招待状」（2013年11月6日）
- 竜川剛
  - 狩矢父娘シリーズ
    - 第1作「京都貴船川殺人事件」（2000年10月28日）
    - 第2作「京都～札幌雪まつり連続殺人」（2002年3月30日）
    - 第3作「京都紅葉寺殺人事件」（2002年11月23日）
    - 第4作「京都祇園殺人事件」（2003年6月14日）
    - 第5作「京都祇園祭り殺人事件」（2004年8月14日）
    - 第6作「花の棺」（2005年4月2日）
    - 第9作「京料理殺人事件」（2008年5月24日）
    - 第10作「京都お茶会殺人事件」（2009年5月2日）
    - 第11作「京都・美人女優連続殺人事件」（2010年4月24日）
    - 第12作「京都・竜の寺密室殺人」（2011年2月5日）
    - 第13作「京都・嵯峨野トロッコ列車殺人事件!」（2011年10月22日）
    - 第14作「京都・華やかな密室殺人事件!」（2012年10月6日）
    - 第15作「京都グルメツアー殺人事件!」（2013年10月5日）
    - 第17作「京都・開運ツアー殺人事件! 美しい絵葉書に隠されたドロドロのダイイングメッセージ!? 犯人が触ると逆巻になる朝顔のツルの謎」（2016年1月30日）
    - 第18作「京都～神戸プロポーズ殺人事件!」（2017年3月23日）
    - 第19作「京都・どうぶつツアー殺人事件」（2017年9月24日）
    - 第20作「京都俳句ツアー殺人事件!」（2020年2月23日）
- 谷山雄二朗
  - 赤い霊柩車シリーズ
    - 第8作「燃える棺」（1997年12月26日）
    - 第9作「大江山鬼伝説殺人事件」（1998年10月2日）
- 田上晃吉
  - 看護師・戸田鮎子の推理カルテ
    - 第1作「京都奥嵯峨・殺意のナースコール!! 名探偵白衣の天使!!」（2012年7月11日）
- 長沢大
  - 京都・バリ島婚約旅行殺人事件（1990年9月25日）
- 中山仁
  - 京舞妓殺人事件
    - 第1作「京都名旅館美人女将の事件簿」（2003年8月4日）
    - 第2作「京菓子職人の惨殺事件に祇園・美人女将の名推理が挑む!」（2005年1月17日）
- 布施博
  - 検視官江夏冬子
    - 第1作「京都清水坂殺人事件」（1997年6月30日）
    - 第2作「京都冬化粧殺人事件」（1998年2月2日）
    - 第3作「京都奥嵯峨殺人絵巻」（1998年8月31日）
    - 第4作「京都宵山殺人事件」（1999年9月13日）
    - 第5作「京都慕い雛殺人事件」（2000年3月6日）
    - 第6作「京都女人伝説殺人事件」（2001年8月20日）
- 本間ひとし
  - 京都再婚旅行殺人事件（2005年1月6日）
- 前田耕陽
  - 京都離婚旅行殺人事件（2003年6月4日）
- 松永博史
  - 赤い霊柩車シリーズ
    - 第5作「華やかな誤算」（1996年1月26日）
    - 第6作「婚約者は死者」（1996年10月18日）
    - 第7作「双子の棺」（1997年4月11日）
    - 第10作「女相続人 死を呼ぶダイヤ」（1998年12月25日）
    - 第11作「棺の中の花嫁」（1999年10月22日）
    - 第12作「二度死んだ死体」（2000年4月28日）
    - 第14作「完全犯罪を狙った女」（2001年10月12日）
    - 第16作「疑惑の嫉妬殺人」（2002年10月4日）
    - 第17作「毎月の脅迫者」（2003年6月13日）
    - 第18作「危険な落とし穴」（2003年10月10日）
    - 第20作「血の鎮魂歌」（2005年10月14日）
    - 第21作「灰色の容疑者」（2006年10月6日）
    - 第22作「代理妻殺人事件」（2007年10月5日）
    - 第23作「聰明な殺意」（2008年10月10日）
    - 第24作「死者からの贈り物」（2009年6月5日）
    - 第25作「呪いの絵馬」（2010年4月2日）
    - 第26作「黒い同窓会」（2010年10月1日）
    - 第27作「魔女の囁き」（2011年4月8日）
    - 第28作「漆黒の記憶」（2011年10月7日）
    - 第29作「慟哭の再会」（2012年4月13日）
    - 第30作「龍野武者行列殺人事件」（2012年9月28日・10月5日）
    - 第31作「追憶の彼岸花」（2013年4月19日）
    - 第32作「羅刹の三姉妹」（2013年11月22日）
    - 第33作「卒都婆小町が死んだ」（2014年4月18日）
    - 第34作「偽りの代償」（2014年10月24日）
    - 第35作「黒の審判」（2015年6月26日）
    - 第36作「惻隠の誤算」（2016年3月25日）
    - 第37作「猫を抱いた死体」（2018年11月16日）
    - 第38作「結婚ゲーム」（2020年4月3日）
    - 第39作「弔の京人形」（2023年3月17日）
- 三田村邦彦
  - 愛の立待岬（1993年4月10日）
- 南圭介
  - 看護師・戸田鮎子の推理カルテ
    - 第2作「京都・代理母出産の死角」（2013年10月30日）
- やべけんじ
  - 作家探偵・山村美紗
    - 第1作「京都・東山 密室トリック殺人事件」（2012年4月18日）
- 山西惇
  - 舞妓さんは名探偵!（1999年4月15日 - 6月17日）
- 山西道広
  - 京都祇園芸妓シリーズ
    - 第5作「茶の湯家元殺人事件」（1999年4月2日）

  - 京都女優シリーズ
    - 第4作「妖しの清少納言殺人事件」（2002年6月7日）

  - 新・京都祇園芸妓シリーズ
    - 第1作「都おどり殺人事件」（2003年11月28日）
- 吉田継昭
  - 京都・在原業平殺人事件（1999年2月27日）
- 若菜一義
  - 花の京都・美人姉妹の推理
    - 第1作「向日葵は死のメッセージ」（1997年7月12日）
    - 第2作「満開の桜の下に夫と愛人の死体が…」（1998年5月23日）
    - 第3作「京都・茶道家元連続殺人」（1999年4月17日）